# Літературний музей Янки Купали
Літературний музей Янки Купали (біл. Дзяржаўны літаратурны музэй Янкі Купалы) — літературно-меморіальний музей, присвячений життю і творчості класика білоруської літератури, народного поета Білорусі Янки Купали. Заснований у 1944. Відкритий для відвідувачів 20 вересня 1945. Музей знаходиться в Мінську на вул. Янки Купали, 4, на місці колишнього будинку поета. Має філії в селах Хоружинці, В'язинка, Левки і Яхимівщина. Є одним із найстаріших літературних музеїв Білорусі, що досліджує, збирає та інтерпретує літературну спадщину національного поета, класика білоруської літератури.

## Історія
Музей був заснований у Мінську 19 травня 1944 р. при Національній академії наук Білорусі і до 1962 входив до її системи. Колекціонером музейних реліквій була дружина Янки Купали — Владислава Луцевич, засновниця та перша директорка музею. Має великі заслуги у пошуку та збереженні рукописів, фотографій, перших видань, особистих речей письменника та його однодумців. Ці матеріали поклали початок фондовим колекціям музею. Його діяльність з 1945 спрямована на збір матеріалів та предметів, що становлять музейну цінність, з метою створення постійної музейної колекції, формування експозицій та виставок, складання бібліографічних довідників та проведення досліджень, пов'язаних із життям і творчістю класика білоруської літератури.
Спочатку музей знаходився у будівлі колишнього Будинку профспілок. Тут 20 вересня 1945 було відкрито першу експозицію, присвячену життю і творчості Янки Купали, яка дала можливість ознайомити відвідувачів зі спадщиною поета. Основним видом діяльності музею на етапі становлення було формування постійної експозиції. Все ускладнювалося тим, що будинок поета згорів у перші дні Другої світової війни, а разом із ним був зруйнований багатий архів та бібліотека. На той час також зник архів, який Янка Купала передав до довоєнних років Національній бібліотеці Білорусі. Влітку 1949 була прийнята постанова Ради Міністрів Білорусі про передачу музею колишнього будинку Спілки письменників Білорусі. Після реконструкції цієї будівлі в травні 1951 створено першу стаціонарну музейну експзицію, в якій було продемонстровано кілька матеріалів, зібраних під час війни та перших повоєнних років. Вони дали можливість показати лише дві теми у творчості поета — «Янка Купала — поет і драматург» та «Янка Купала в образотворчому мистецтві».
9 листопада 1959 музей переїхав до спеціально збудованої будівлі на вулиці Янки Купали (архітектори І. Володько, В. Волчак). У новій будівлі була створена нова експозиція, присвячена життю і творчості поета. Проіснував до початку 1970-х.
У результаті реорганізації Академії наук Білорусі у 1962 музей потрапив до Міністерства культури Білорусі.
У 1973 році працівники музею розпочали роботу над новим виставковим проєктом. Відмінною рисою цього проєкту було те, що експозиція, крім літератури, надала значну меморіальну частину: фрагмент петербурзької квартири Янки Купали, вітальню в будинку поета, його кабінет, куточок московської квартири художника Єлісєєва тощо.
Нова експозиція була створена за два роки і 5 травня 1976 була урочисто відкрита для відвідувачів. У 1990-х її модернізували, більш широко були проілюстровані життя та творчість Янки Купали у 20–30-х рр.
У 2007 році з нагоди 125-річчя поета було відновлено зали, присвячені темам «Життя і діяльність Янки Купали в роки Другої світової війни». Таємниця його смерті" і «Петербурзький період у житті поета».
У 2012 (до 130-річчя поета) була створена стаціонарна експозиція «Шляхи». Основна її мета — показати життя і творчість Янки Купали в національному, європейському та світовому контексті, роль письменника в історії національної літератури, культури, становлення білоруської державності. Творці експозиції намагались на якісно новому рівні представити історію родини Луцевичів, фольклорно-біблійні витоки, філософську та громадянську позицію поета та драматурга, стан та розвиток білоруського та зарубіжного купалознавства.
Вперше в експозиції білоруського музею з'явились нові типи мультимедійних систем, такі як проєкційна музейна експозиція з демонстрацією тематичних відеокліпів у форматі 3D (формат 3D), сенсорний монітор, який служить інформаційним кіоском. гостьова книга.
Після масових фальсифікацій на президентських виборах 2020, насильницького розгону протестів, побиття та катувань затриманих протестуючих, працівники музею прибули 14 серпня на акцію протесту проти насильства.

## Колекція
Протягом усього періоду існування музею проводилась ґрунтовна робота щодо формування колекцій. Тут зберігаються рукописи та документи Янки Купали, особисті речі та фотографії, деякі рідкісні фотографії поета з подарунковими написами, великий книжковий фонд. Найзначніші з них: автографи Янки Купали, рукописи та листування родичів та сучасників поета; документальні матеріали до біографії поета, до яких належать особисті документи, свідоцтва, сертифікати, дипломи, нагородні листи, паспорт та депутатська картка.
Музей має багату колекцію творів образотворчого та декоративно-прикладного мистецтва. Кіноархів музею включає записи голосу Янки Купали на спринті (оригінал), зроблені в Колонному залі Будинку спілок у Москві в 1940, магнітофонні записи виступів поета на 1-му з'їзді письменників у 1934 році на вечорі, присвяченому 85-му річниці смерті Адама Міцкевича, на радіо-мітингу в Казані, копії фільмів з перепохованням урни з прахом поета на Військовому кладовищі, документальні кадри з журналів, присвячених ювілеям поета, записи спогадів про Янку Купалу не мають аналогів в інших фонових архівах.
У музеї зберігаються записи довоєнного часу: пісні та романси у виконанні Василя Кочалова, Вадима Козіна, Сергія Лемешева, Лідії Русланової та інших.
Станом на 1 січня 2010 кількість музейних предметів основного фонду становила 38 425 одиниць зберігання, науково-дослідницька робота — 12046. Всі музейні предмети розподілені у 22 колекціях, які відповідають профілю музею та можуть бути використані в його діяльності.

## Директори музеїв
- Владислав Луцевич (1944–1960)
- Янка Шараховський (1961–1968)
- Йосип Жидович (1969-— 1970)
- Володимир Юревич (1970–1972)
- Алесь Бажко (1973–1977)
- Олексій Кулаковський (1977–1986)
- Жанна Дапкюнас (1986–2002)
- Сергій Вечар (2003–2007)
- Олена Ляшкович (з 2007)